# Pelastoneurus nigeriensis
Pelastoneurus nigeriensis är en tvåvingeart som beskrevs av Grichanov 2004. Pelastoneurus nigeriensis ingår i släktet Pelastoneurus och familjen styltflugor.
Artens utbredningsområde är Nigeria. Inga underarter finns listade i Catalogue of Life.